# William Carew
William Aquin Carew (ur. 23 października 1922 w St. John’s, zm. 8 maja 2012 tamże) – kanadyjski duchowny katolicki, arcybiskup, nuncjusz apostolski.

## Życiorys
15 czerwca 1947 otrzymał święcenia kapłańskie. W 1950 rozpoczął przygotowanie do służby dyplomatycznej na Papieskiej Akademii Kościelnej.
27 listopada 1969 został mianowany przez Pawła VI nuncjuszem apostolskim w Rwandzie i Burundi oraz arcybiskupem tytularnym Telde. Sakry biskupiej 4 stycznia 1970 udzielił mu kard. Ildebrando Antoniutti. 
Następnie był przedstawicielem Watykanu w Izraelu i na Cyprze (1974-1983).
Od 1983 do 1997 pełnił funkcję pro-nuncjusza apostolskiego w Japonii.